# نوولاکسکویه

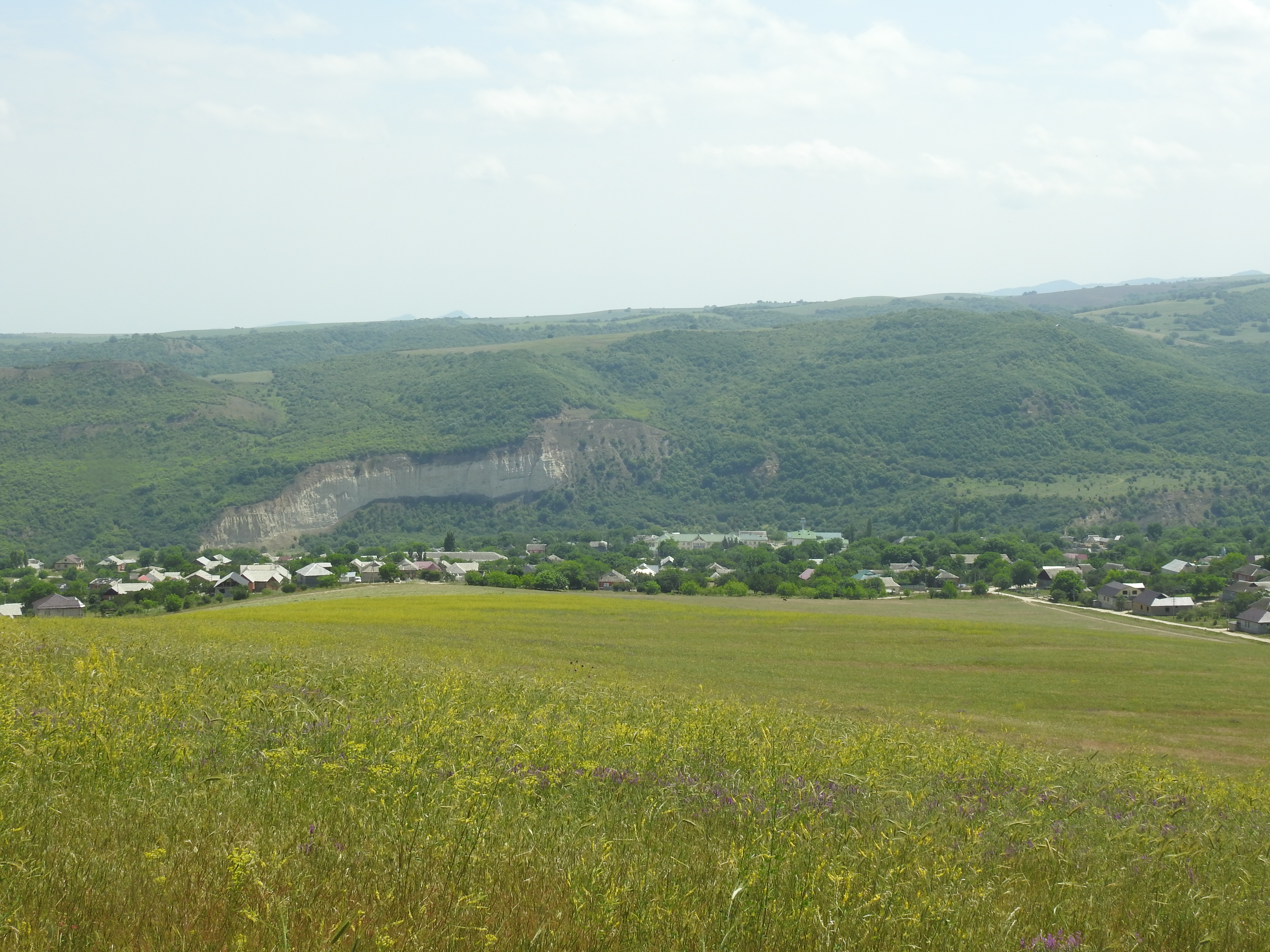
روستای نوولاکسکویه

نوولاکسکویه (روسی: Новолакское) یک روستا در روسیه است که در شهرستان نوولاکسکی از توابع داغستان واقع شده است.